# Doxocopa angelina
Doxocopa angelina är en fjärilsart som beskrevs av Felder 1866. Doxocopa angelina ingår i släktet Doxocopa och familjen praktfjärilar. Inga underarter finns listade i Catalogue of Life.